# Ariadna (męczennica)
Święta Ariadna, również: Ariana lub Arianna, Maria, cs. Muczenica Ariadna (zm. ok. 130-140 we Frygii) – męczennica chrześcijańska za czasów panowania Hadriana lub Antonina Piusa, święta Kościoła katolickiego i prawosławnego, czczona przez Apostolski Kościół Ormiański i Syryjski Kościół Ortodoksyjny.
Żyła w II wieku w mieście Prymnessos (dzisiejsze Süylün w Turcji). Była niewolnicą na dworze frygijskiego pana wielkiego rodu, Tertullusa lub Tercjusza.
Wedle dawnych źródeł chrześcijańskich odmówiła udziału w pogańskich uroczystościach urodzinowych jego syna i modliła się w domu do Boga. Naraziła się przez to na gniew pana, który kazał ją biczować, uwięził a następnie wygnał, gdyż nie chciała się wyrzec chrześcijańskiej wiary. Po pewnym czasie nakazał jednak służbie przyprowadzić ją z powrotem do domu. Gdy Ariadna zobaczyła zbliżających się prześladowców, uklękła na wielkiej skale i zaczęła się modlić. Wtedy to w cudowny sposób otworzyła się pod nią rozpadlina, ukrywając ją. Po chwili zamknęła się znowu, uniemożliwiając ścigającym dostęp do Ariadny i tworząc zarazem jej grób. Skonsternowani prześladowcy zaczęli kłócić się i pozabijali wzajemnie.
Wspomnienie liturgiczne obchodzone jest za Martyrologium Rzymskim 18 września oraz powtórnie, jako Maria 1 listopada.
W synaksarionach greckich dodawano imię Maria, a wspominano 26 lub 27 września (według kalendarza juliańskiego).
Kościoły wschodnie, z uwagi na liturgię według kalendarza juliańskiego, wspominają męczennicę 18 września/1 października, tj. 1 października według kalendarza gregoriańskiego.
Na ikonach święta przedstawiana jest w sposób typowy dla męczennic: w czerwonym płaszczu i z krzyżem w dłoni.